# Викторов, Михаил Петрович
Михаи́л Петро́вич Ви́кторов (Новосёлов) (1897—1950) — майор государственной безопасности, руководящий сотрудник органов ОГПУ-НКВД Средней Азии, начальник УНКВД Свердловской обл., депутат Верховного Совета РСФСР. Входил в состав особой тройки НКВД СССР. Репрессирован. Признан не подлежащим реабилитации.

## Биография
Родился в 1897 году в г. Томск в семье плотника Новосёлова. Образование: начальная школа, г. Благовещенск (1911 г.). Разносчик газеты «Амурский листок», Благовещенск (1912 г.); подручный слесаря в затоне Амурского пароходства, г. Благовещенск (10.1912—06.1914 гг.).
В Русской императорской армии: ученик музыкальной команды 10-й Сибирской арт. бригады (06.—12.1914 г.); рядовой, мл. фейерверкер 1-й батареи 10-й Сибирской арт. бригады, член батарейного солдатского комитета (12.1914—02.1918 гг.).
В РККА: рядовой, орудийный 3-й батареи им. Смоленского Совдепа, Восточный фронт (02.—08.1918 г.); орудийный нач., заместитель военкома батареи 3-й бригады 26-й стр. дивизии (08.1918—02.1920 гг.).
Состоял в РКП(б) c 10.1918 года .
В органах ВЧК−ОГПУ−НКВД с 1920 года : помощник уполномоченного Алтайской губ. ЧК (02.1920—04.1922 гг.); уполномоченный и заместитель начальника секретного отдела Главного управления ГПО ДВР, Чита (04.1922—10.1923 гг.); начальник секретного отдела, контрразведывательного отдела Амурского губ.отдела ГПУ (10.1923—09.1924 гг.); начальник КРО Забайкальского губ.отдела ГПУ (09.1924—11.1925 гг.);
начальник КРО ГПУ ТуркмССР (11.1925—10.1930 гг.); начальник ОО ГПУ ТуркмССР (10.1930—05.1931 гг.); помощник начальника ОО ОГПУ Среднеазиатского ВО 17.05.1931 г.—10.1932 г.). Начальник ОО ГПУ УзбССР (01.1933 г.—10.07.1934 г.); помощник начальника ОО УГБ УНКВД Средней Азии (07.—09.11.1934 г.); помощник начальника ОО ГУГБ НКВД Среднеазиатского ВО (09.11.1934 г.—22.03.1935 г.); заместитель начальника ОО УГБ НКВД УзбССР (22.03.—29.04.1935 г.); начальник ОО УГБ НКВД УзбССР (29.04.1935 г.—14.12.1936 г.); заместитель начальника ОО ГУГБ Среднеазиатского ВО (29.04.1935 г.—14.12.1936 г.); начальник КРО УГБ НКВД УзбССР (14.12.—25.12.1936 г.); начальник 3 отдела УГБ НКВД УзбССР (25.12.1936 г.—28.04.1937 г.). В мае 1937 г. переведен в УНКВД Саратовской обл. : с 25 мая по 4 августа 1937 г. начальник 6 отдела УГБ УНКВД Саратовской обл. В августе 1937 г. переведен на запад РСФСР: с 4 августа по 17 ноября 1937 г. помощник начальника УНКВД Западно-Смоленской обл., затем с 17 ноября 1937 г. по 22 мая 1938 г. заместитель начальника УНКВД Смоленской обл. Д. М. Дмитриева. С 31 марта по 14 апреля 1938 г. фактически и. о. начальника УНКВД Витебской обл, в апреле-мае 1938 г. одновременно и. о. заместителя наркома НКВД БелССР.
Этот период отмечен вхождением в состав особой тройки, созданной по приказу НКВД СССР от 30.07.1937 № 00447 и активным участием в сталинских репрессиях.
С 22 мая 1938 г. и по момент ареста начальник Управления НКВД по Свердловской области.
Депутат Верховного Совета РСФСР 1 созыва.
Награды: орден Трудового Красного Знамени ТуркмССР (17.12.1930); знак «Почетный работник ВЧК—ГПУ (V)» № 529 (1930); медаль «ХХ лет РККА» (22.02.1938). Семья В 1919-20гг. находясь в г. Верхнеуральск Челябинской области взял в жены дочь купца 1 гильдии Ерофееву Лидию Александровну в браке родился сын Станислав.

## Завершающий этап
Арестован 22 января 1939 г. Снят с должности 1 февраля 1939 г. 11 июля 1941 г. осужден ВКВС СССР к 15 годам лишения свободы по ст.ст. 58-1"а" («измена Родине»), 58-7 («вредительство»), 58-11 («участие в антисоветской заговорщической организации в органах НКВД» УК РСФСР . Умер 9 августа 1950 года в Усть-Вымском ИТЛ (УстьвымЛАГ) НКВД. 27 марта 2014 года Коллегией по делам военнослужащих Верховного суда РФ признан не подлежащим реабилитации.

## Звания
- капитан государственной безопасности (25.12.1935)
- майор государственной безопасности (05.06.1938)